# Mohammed Kasola
Mohammed Kasola (en arabe : محمد كاسولا), né le 13 août 1986, est un footballeur international qatarien, né ghanéen, évoluant au poste de défenseur.

## Carrière
Kasola commence sa carrière professionnelle avec l'Al-Mesaimeer Sports Club et évolue pendant trois saisons dans le championnat de seconde division qatarienne. En cours de saison 2008-2009, il est transféré au Al-Khor SC et fait ses débuts en première division. Il ne reste qu'une année et quitte le club en cours de saison 2009-2010 pour rejoindre le club d'Al Sadd SC.
Le 3 mars 2010, il fait ses débuts en équipe nationale en jouant un match amical face à la Slovénie et marque son premier but sous les couleurs du Qatar, quelques jours plus tard, face à la Russie, toujours dans le cadre d'un match amical. En 2011, il remporte son premier trophée professionnel, à savoir la Ligue des champions de l'AFC.

## Palmarès
- Vainqueur de la Ligue des champions de l'AFC en 2011 avec Al-Sadd
- Champion du Qatar en 2013 avec Al-Sadd